# Georgetown (Delaware)
 For alternative betydninger, se Georgetown. (Se også artikler, som begynder med Georgetown)
Georgetown er en by i Sussex County i Delaware i USA med 7.134(2020) indbyggere. Den blev grundlagt i  1791.